# Jean Gaumy
Jean Gaumy, né le 28 août 1948 à Pontaillac (Charente-Maritime), est un photographe français, membre de l'agence Magnum et de l'Institut de France (Académie des Beaux Arts), « Peintre officiel de la Marine » en tant que photographe et cinéaste.

## Biographie
Il naît dans le quartier de Pontaillac, à Royan. Scolarité à Toulouse et Aurillac. Études supérieures de lettres à Rouen durant lesquelles il collabore comme rédacteur et photographe pigiste au journal régional Paris Normandie.
Brève présence à l’agence Viva.
- 1973 - À la demande de Raymond Depardon, il rejoint l'agence française Gamma[2].
- 1975 - Il entame deux reportages au long terme sur des sujets jamais encore traités en France. Le premier, L’Hôpital, sera publié en 1976. Le second, Les Incarcérés, réalisé dès 1976 dans les prisons françaises, sera publié en 1983 avec des extraits de ses carnets personnels écrits à la première personne.
- 1977 - Il rejoint l'agence Magnum en 1977[2] après s'être fait remarquer aux Rencontres d'Arles en 1976 par Marc Riboud et Bruno Barbey.
- 1984 - Il réalise son premier film, La Boucane, nommé en 1986 au César du meilleur documentaire[2]. D’autres films suivent, souvent primés, tous diffusés par les télévisions françaises et européennes.

Cette même année, il commence un cycle d’embarquements hivernaux à bord de chalutiers dits « classiques » qu’il poursuivra jusqu’en 1998 et qui donnera lieu en 2001 à la publication du livre Pleine Mer.
- 1986 - Premier voyage en Iran lors de la guerre avec l’Irak. Il s’y rendra jusqu’en 1997[2].
- 1987 - Il réalise le film Jean-Jacques pour lequel il suit deux années durant la chronique du bourg d’Octeville-sur-Mer, où il habite[2], à travers les yeux de Jean-Jacques, considéré à tort comme l’« idiot du village ».
- 1994 - Réalisation de son troisième film, Marcel, prêtre, tourné en plusieurs années à Raulhac (Auvergne, Cantal)[2].
- 2001 - Il reçoit une première fois le prix Nadar pour son livre Pleine Mer [2].
- 2005 - Il engage les repérages et le tournage du film Sous-Marin pour lequel il passe quatre mois en plongée lors d'une mission à bord d'un sous-marin nucléaire d'attaque.

Ses nombreux travaux sur les huis clos humains se doublent alors d’une approche photographique plus contemplative.
Ainsi, dès 2008, il débute tout un travail de reconnaissance photographique qui le mène des mers arctiques (Golfe d'Amundsen 2008 avec le brise-glace Amundsen, Île d'Ellesmere mars, avril 2012, près de Grise Fiord (Nunavut) à bord du voilier Le Vagabond aux territoires contaminés de Tchernobyl en Ukraine (2008, 2009) et à Fukushima au Japon (2012).
Pour le même projet, en parallèle, il aborde toute une série de paysages de montagne qui donnera lieu au livre D'après Nature (2010) et pour lequel il recevra pour la deuxième fois le prix Nadar.
- 2008 - Il est nommé officiellement Peintre officiel de la Marine[2].
- 2010 et 2011 - Il réembarque à bord du Terrible, alors le plus récent des sous-marins nucléaires français SNLA destiné à la dissuasion nucléaire.
- 2013 - Il rejoint l'équipe scientifique internationale BB Polar avec laquelle il part au Spitzberg et au Groenland (2013, 2014 et 2016)
- 2016 - Il est élu à l'Académie des beaux-arts de l'Institut de France[3], puis reçu sous la Coupole le 10 octobre 2018 par Paul Andreu. Il reçoit son épée d'académicien des mains de Yves Coppens.

Jean Gaumy vit à Fécamp, en Haute-Normandie, depuis 1995.

## Principaux travaux photographiques.

### En Europe
Norvège de 2003 à 2007.
Ukraine (Tchernobyl) 2008, 2009 et 2019

### En Afrique
Kenya 1977,
Afrique du Nord 1975, 1977,
Gabon 1982,
Mozambique 1983,
Sierra Leone 1982 et 1984,
Togo 1988,
Burundi 1996.
Niger 2017 et 2020

### Au Moyen-Orient
Syrie et Liban 1974,
Israël 1978,
Iran de 1986 à 1997,
Irak 1996.

### En Amérique centrale
Honduras, Salvador, Nicaragua 1985.

### En Amérique du Sud
Guyane 1989,
Pérou 2002.

### En Amérique du Nord
Mexique 1985.

### En Asie
Bangladesh 1978,
Pakistan et Indonésie 1980 et 2011,
Malaisie 1991 et 1997,
Laos 1998,
Kirghizistan 2000 et 2012,
Japon (Fukushima) 1998 et 2012.
Chine 2019.

### En Arctique
Golf d'Amundsen 2008,
Îles d'Ellesmere 2012,
Spitzberg 2013,
Groenland Est 2014, 2016 et 2018.

### Navigations
- Principales navigations en haute mer

1972, 1984, 1992, 1996, 1998.
- Navigations à bord de sous-marins nucléaires

2004, 2005, 2010 et 2011.

## Publications

### Livres (sélection)
- 2010
  - Jean Gaumy, Photo Poche no 128. Éditions Actes Sud. Texte de Alain Bergala.
- 2010
  - D'après Nature, ed. Xavier Barral, France. English, italian and french texts.
  - Prix Nadar 2010
- 2001 et 2002
  - Pleine Mer, Éditions La Martinière, France.
  - Men at Sea, Harry N. Abrams, USA.
  - Mare Aperto, Contrasto, Italy.
  - Auf hoher See, Knesebeck, Germany.
- 2001
  - Le Livre des Tempêtes à bord de l’Abeille Flandre. Éditions du Seuil, France. Texte de Hervé Hamon.
  - Prix Nadar 2002.
- 1995
  - Le Pont de Normandie, Éditions Le Cherche-Midi, France. Texte de Didier Decoin.
- 1983
  - Les Incarcérés. Éditions de L’Etoile / Cahiers du Cinéma, France.
- 1976
  - L’Hôpital. Éditions Contrejour, France

## Films
- 2006
  - Sous-Marin (vidéo, couleur, 5 × 25 min). La vie à bord d'un sous-marin nucléaire d'attaque en plongée durant 4 mois lors d'une mission secret-défense vers le cercle Arctique. Première diffusion sur Arte.
- 1994
  - Marcel, prêtre (super 16 mm, couleur, 42 min). Sélection au Festival du Réel (Paris, 1995). Première diffusion sur Arte.
- 1987
  - Jean-Jacques (super 16 mm, couleur, 52 min).
  - Prix du Film document du Festival de Belfort en 1987.
  - Sélection au Festival du Réel (Paris, 1988).
  - Sélection au Festival Margaret Mead (New York, 1988).
  - Première diffusion sur Arte.
- 1984
  - La Boucane (16 mm, couleur, 35 min).
  - Nomination aux Césars du meilleur court-métrage documentaire en 1986.
  - Prix du Premier Film au Festival du film ethnologique (Paris, 1984).
  - Première diffusion sur Canal+.

### Expositions (sélection)
- 1972 : Ici ou Ailleurs. Grand-Quevilly, Normandie. France.
- 1973 : Les Travailleurs de la Mer. Maison de la Culture du Havre. France.
- 1980 : Fondation Nationale des Arts Plastiques et Graphiques de Paris.
- 1983 : Les Incarcérés, Galerie Magnum, Paris, France
- 1990 : Men's Lives: The Surfmen and Baymen of the Southfork. Washington. Library of Congress.
- 1993 : Le Pont de Normandie. Paris, Rouen, Caen.
- 1994 : Portraits en Altitude. Centre Georges-Pompidou, Paris.
- 2002 à 2007 : Pleine Mer / Men at sea
  - Hambourg : Centre portuaire
  - Amsterdam : Musée national de la Marine.
  - New York : Ben Rubi Gallery,
  - New York : Seaport Museum, New York
  - Porto : Centre Portugais de la Photographie.
  - Paris : Musée national de la Marine, Palais de Chaillot.
  - Honfleur : Festival Chroniques nomades
  - Brest : Centre Atlantique de la photographie.
  - La Corogne : Fondation Caixa
  - Vigo : Casa das artes
  - Huelva : Festival latitudes.
  - Tromso : Perspektivet Museum
- 2006 : Compagnons de route (avec Raymond Depardon). Rencontres d'Arles, France
- 2009 : Jean Gaumy -Royan-Le Havre, 1955. Installation photographique dans l'appartement témoin Auguste Perret. Le Havre. France.
- 2010 : 
  - La Tentation du Paysage. Galerie Magnum. Paris. France
  - La Tentazione del Paesaggio. Filature de Caraglio. Piémont.Italie.
- 2014 : La Tentation du Paysage et La Fabrique des Images. Abbaye de Jumièges. Normandie. France.
- 2016 : Les Formes du Chaos (Arctique et Falaises). Centre d'art contemporain Matmut, Normandie, France.
- 2025 : Jean Gaumy et la mer, exposition de 140 photographies issues de la collection de la Médiathèque du patrimoine et de la photographie, mettant en lumière le regard que le photographe de l'agence Magnum, membre de l'Académie des beaux-arts et peintre officiel de la Marine a porté depuis près d'un demi-siècle sur l'univers maritime dans toute sa diversité, Musée national de la Marine, Paris, du 14 mai au 17 août 2025 [4],[5],[6]

## Distinctions
- Chevalier de l'ordre national du Mérite (2020)
- Chevalier de l'ordre des Arts et des Lettres (2025)[7]